# Choir, Mông Cổ
Choir (tiếng Mông Cổ: Чойр) là một thành phố tại Mông Cổ. Đây là thủ phủ của tỉnh Govisümber ở khu vực trung-đông của đất nước. Choir cũng là trung tâm hành chính của sum Sümber thuộc tỉnh Govisümber.

## Dân số
Năm 2002 dân số của Choir là 7.588 người (9.207 nếu tính cả dân số nông thôn của sum Sümber), so với 4.500 dân năm 1979. Đến cuối năm 2006, dân số thành phố được ước tính là 7.998 người.

## Địa lý
Choir nằm ở Vùng lõm Choir, một dải đất thấp dài 150 km và rộng từ 10 đến 20 km, sâu hơn khoảng 500 m so với các vùng đất xung quanh. Thành phố nằm trên độ cao 1269 m so với mực nước biển.

### Khí hậu
Choir có khí hậu bán khô hạn (phân loại khí hậu Köppen BSk) với mùa hè ấm áp và mùa đông lạnh giá khắc nghiệt. Mưa chủ yếu rơi vào mùa hè. Mùa đông rất khô.
| Dữ liệu khí hậu của Choir                | Dữ liệu khí hậu của Choir | Dữ liệu khí hậu của Choir | Dữ liệu khí hậu của Choir | Dữ liệu khí hậu của Choir | Dữ liệu khí hậu của Choir | Dữ liệu khí hậu của Choir | Dữ liệu khí hậu của Choir | Dữ liệu khí hậu của Choir | Dữ liệu khí hậu của Choir | Dữ liệu khí hậu của Choir | Dữ liệu khí hậu của Choir | Dữ liệu khí hậu của Choir | Dữ liệu khí hậu của Choir |
| Tháng                                    | 1                         | 2                         | 3                         | 4                         | 5                         | 6                         | 7                         | 8                         | 9                         | 10                        | 11                        | 12                        | Năm                       |
| ---------------------------------------- | ------------------------- | ------------------------- | ------------------------- | ------------------------- | ------------------------- | ------------------------- | ------------------------- | ------------------------- | ------------------------- | ------------------------- | ------------------------- | ------------------------- | ------------------------- |
| Cao kỉ lục °C (°F)                       | 0.5 (32.9)                | 7.8 (46.0)                | 17.0 (62.6)               | 28.1 (82.6)               | 35.6 (96.1)               | 36.3 (97.3)               | 36.6 (97.9)               | 34.7 (94.5)               | 30.0 (86.0)               | 23.5 (74.3)               | 12.0 (53.6)               | 7.8 (46.0)                | 36.6 (97.9)               |
| Trung bình ngày tối đa °C (°F)           | −14.9 (5.2)               | −11.2 (11.8)              | −0.5 (31.1)               | 10.1 (50.2)               | 18.7 (65.7)               | 23.9 (75.0)               | 25.0 (77.0)               | 23.4 (74.1)               | 17.1 (62.8)               | 8.6 (47.5)                | −3.9 (25.0)               | −12.9 (8.8)               | 6.9 (44.5)                |
| Trung bình ngày °C (°F)                  | −20.5 (−4.9)              | −17.3 (0.9)               | −7.9 (17.8)               | 2.3 (36.1)                | 11.0 (51.8)               | 16.6 (61.9)               | 18.6 (65.5)               | 16.9 (62.4)               | 9.9 (49.8)                | 1.2 (34.2)                | −10.3 (13.5)              | −18.3 (−0.9)              | 0.2 (32.3)                |
| Tối thiểu trung bình ngày °C (°F)        | −25.0 (−13.0)             | −22.9 (−9.2)              | −14.1 (6.6)               | −4.7 (23.5)               | 3.7 (38.7)                | 10.0 (50.0)               | 12.9 (55.2)               | 11.1 (52.0)               | 3.9 (39.0)                | −3.7 (25.3)               | −15.6 (3.9)               | −22.8 (−9.0)              | −5.6 (21.9)               |
| Thấp kỉ lục °C (°F)                      | −39.3 (−38.7)             | −38.0 (−36.4)             | −34 (−29)                 | −22.0 (−7.6)              | −14.9 (5.2)               | −2.1 (28.2)               | 3.3 (37.9)                | −1.7 (28.9)               | −9.6 (14.7)               | −20.7 (−5.3)              | −31.6 (−24.9)             | −36 (−33)                 | −39.3 (−38.7)             |
| Lượng Giáng thủy trung bình mm (inches)  | 0.5 (0.02)                | 1.5 (0.06)                | 1.5 (0.06)                | 4.4 (0.17)                | 10.2 (0.40)               | 28.6 (1.13)               | 55.7 (2.19)               | 43.5 (1.71)               | 19.2 (0.76)               | 5.6 (0.22)                | 4.0 (0.16)                | 1.9 (0.07)                | 176.6 (6.95)              |
| Số ngày giáng thủy trung bình (≥ 1.0 mm) | 0.1                       | 0.5                       | 0.4                       | 1.3                       | 2.2                       | 4.3                       | 8.0                       | 7.7                       | 2.6                       | 1.5                       | 1.0                       | 0.6                       | 30.2                      |
| Nguồn: NOAA (1961-1990)                  |                           |                           |                           |                           |                           |                           |                           |                           |                           |                           |                           |                           |                           |

## Giao thương
Thành phố nằm trên Đường sắt Xuyên Mông Cổ, cách Ulan Bator 250 km về phía đông nam. Ngân hàng Phát triển châu Á (ADB) đang dự định tài trợ để trải nhựa tuyến đường 430-km từ Choir đến biên giới Trung Quốc, đoạn cuối của tuyền đường bắc-nam dọc chiều dài Mông Cổ.

## Lịch sử
Choir từng là một căn cứ quân sự trong thời kỳ Xô viết. Năm 1989, các đơn vị tên lửa phòng không Xô viết đã rời khỏi Choir. Đường băng dài nhất Mông Cổ, hiện bị bỏ hoang, nằm cách Choir 25 km về hướng bắc, là một di tích của thời kỳ này. Năm 1992, khu vực quân sự được chuyển giao cho chính quyền tỉnh Govisümber quản lý theo Hiến pháp 1992.
Gần nhà ga xe lửa là tượng kỷ niệm nhà du hành vũ trụ đầu tiên của Mông Cổ, Jügderdemidiin Gürragchaa.

## Kinh tế
Choir được tuyên bố là một khu vực kinh tế tự do. Cùng với Darkhan và Erdenet, nơi đây là một trong ba thành phố tự trị tại Mông Cổ.
Choir có một nhà tù với 460 phạm nhân.